# Kankó Maru
Kankó Maru (japonsky: 観光丸) byla první japonská válečná loď poháněná párou. Byla darem Viléma III. tokugawskému šógunátu vládnoucímu Japonsku během období Bakumacu. Účelem daru bylo posílit diplomatické vztahy a otevřít japonské přístavy pro nizozemské obchodní lodě.

## Pozadí
Šógunát Tokugawa od začátku sedmnáctého století prosazoval politiku izolace země od vnějších vlivů. Zahraniční obchod byl udržován pouze s Holanďany a Číňany a probíhal výhradně v Nagasaki pod přísným vládním monopolem. Žádným cizincům nebylo dovoleno vkročit do Japonska a žádný Japonec nemohl vycestovat do zahraničí. V červnu 1635 byl vyhlášen zákon zakazující stavbu velkých plavidel schopných plavit se po otevřeném moři. Počátkem devatenáctého století se však politika izolacionismu začala stávat neudržitelnou. V roce 1844 poslal nizozemský král Vilém II. dopis, ve kterém naléhal na japonskou vládu, aby sama ukončila politiku izolace dříve, než k tomu bude donucena zvenčí.
Po výpravě komodora Perryho v červenci 1853 v japonské vládě došlo k intenzivním debatám o tom, jak se vypořádat s bezprecedentní hrozbou ze zahraničí, a bylo rozhodnuto podniknut kroky k posílení japonské pobřežní obrany. Zákon zakazující stavbu velkých plavidel byl zrušen a v mnoha provinciích se začaly podnikat okamžité kroky ke stavbě či nákupu válečných lodí. Lodě vyrobené v Japonsku však byly založeny na návrzích starých několik desetiletí a plavidla byla v době svého dokončení již zastaralá. Potřeba válečných lodí s parním pohonem, které by se mohly rovnat zahraničním „černým lodím“, byla naléhavým problémem, a šógunát Tokugawa oslovil Nizozemce s žádostí o pomoc.
V srpnu 1854 dorazil do Dedžimy kolesový parník Soembing pod velením Gerharduse Fabiuse, který během svého pobytu radil japonské vládě ohledně formování moderního námořnictva. O rok později se Fabius vrátil s parníky Gedeh a Soembing, jenž byl darován šógunovi Iesadovi Tokugawovi jménem krále Viléma III. Loď předtím zakoupila koloniální vláda za 250 000 guldenů. 5. října 1855 se pak Soembing stal prvním parníkem japonského námořnictva. Dar byl předmětem vášnivých debat uvnitř nizozemské vlády, protože mnoho z ministrů ho považovalo za příliš nákladný. Loď byla Japonci přejmenována na Kankó Maru dle části textu v souboru I-ťing.

## Popis a služba
Kankó Maru byl dřevěný kolesový parník se třemi stěžni (o výšce 21,7 m, 21,2 m a 16,9 m) a výtlakem 781 tun. K pohonu dvou lopatkových kol byl instalován jednoválcový pístový parní stroj Nederlandsche Stoomboot Maatschappij Fijenoord o výkonu 150 koní. Výzbroj tvořilo šest kanónů nabíjených zepředu.
Kankó Maru byla přidělena jako cvičná loď do nově ustanovené námořní školy v Nagasaki. V této době zde vyučovalo 22 holandských námořníků, včetně poručíka G. C. C. Pelse Rijckena, jenž byl později nahrazen poručíkem H. van Kattendijkem, který dorazil do Japonska na lodi Kanrin Maru. Bylo to poprvé, kdy Nizozemci poskytly formální vojenský výcvik Japoncům. Kankó Maru byla poté v dubnu 1857 přemístěna do nového výcvikového střediska námořnictva v Edu, kde na ni byla pouze japonská posádka 103 studentů.

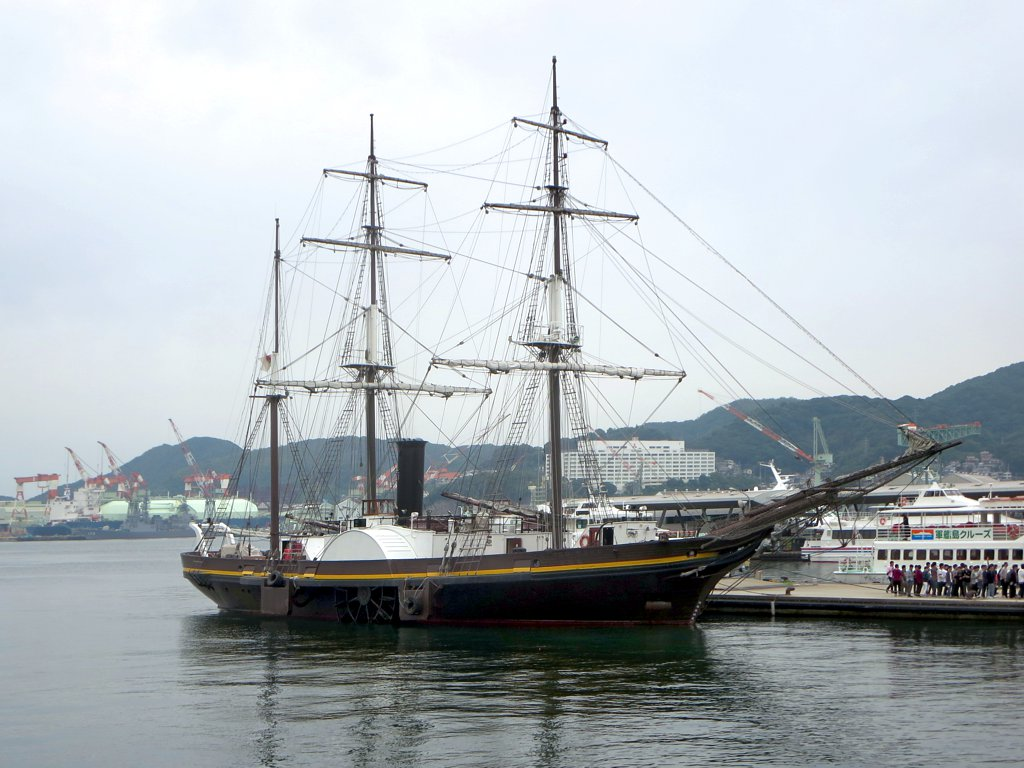
Replika Kankó Maru

Během reforem Meidži se 28. dubna 1868 stala majetkem vlády Meidži a stala se jednou z prvních lodí japonského císařského námořnictva. Sloužila na Japonské císařské námořní akademii v Cukidži, dokud nebyla v roce 1876 sešrotována.

## Replika
V roce 1987 byla ve Verolme v Nizozemsku postavena věrná replika Kankó Maru podle původních plánů lodi Soembing uchovávaných v Národním námořním muzeu v Amsterdamu. Je využívána jako turistická loď v zábavním parku „Huis ten Bosch“ v Sasebu. Na lodi se plaví 14členná posádka a denně může přepravit až 300 cestujících.